# William Astbury
William Thomas Astbury miembro de la Royal Society ( 25 de febrero de 1898, Longton – 4 de junio de 1961, Leeds) fue un físico inglés y biólogo molecular que realizó estudios pioneros sobre la difracción de rayos X en moléculas biológicas. Su trabajo sobre la queratina proporcionó la base para el descubrimiento de la hélice alfa de Linus Pauling. También estudió la estructura del ADN en 1937 y dio el primer paso en la elucidación de su estructura.

## Estudios de difracción de la radiografía de proteínas fibrosas
En Leeds Astbury estudió las propiedades de las sustancias fibrosas como la queratina y el colágeno con fondos de la industria textil. (La lana está hecha de queratina.) Estas sustancias no producen patrones agudos de puntos como los de los cristales, pero los patrones proporcionaron límites físicos en cualquier otra estructura. A principios de 1930, Astbury mostró que había cambios drásticos en la difracción de fibras de lana y cabello húmedo ya que se estiran de manera significativa, llegando a duplicar su tamaño.  Los datos sugirieron que las fibras no estiradas tenían una estructura molecular en espiral con una repetición característico de 5,1 Å (=0.51 nm). Astbury propuso que (1) las moléculas de proteína no estiradas forman una hélice ( forma α); y (2) que el estiramiento causado desenrolla la hélice , formando un estado extendido (forma β). Aunque los detalles fueron incorrectos, los modelos de Astbury eran correctos en esencia y se corresponden con elementos modernos de la estructura secundaria, la hélice α y la hebra β (la nomenclatura de Astbury se mantuvo), que se desarrollaron veinte años más tarde por Linus Pauling y Robert Corey de 1951. Hans Neurath fue el primero en demostrar que los modelos de Astbury eran precisos, por tratarse de choques entre átomos. Curiosamente, el papel de Neurath y datos de Astbury inspirados H. S. Taylor (1941,1942) y Maurice Huggins (1943) para proponer modelos de queratina que se encuentran muy cerca de la moderna hélice α.
En 1931, Astbury fue también el primero en proponer que los enlaces de hidrógeno mainchain - mainchain  (i.e., vínculos de hidrógeno ) contribuyó a estabilizar la estructura de las proteínas. 
Astbury estudio radiograficamente muchas proteínas (incluyendo miosina, epidermin y fibrina) y fue capaz de deducir los patrones de difracción de las moléculas de estas sustancias cuando están enrolladas y plegadas.
En 1937 Torbjörn Caspersson le envió desde Suecia unas muestras preparadas de ADN de timo de ternera. Este tenía una estructura regular y era factible deducirlo. Astbury informó que la estructura del ADN se repetia cada 2,7 nanómetros y que las bases para establecer planos, apilados, 0,34 nanómetros aparte. En un simposio en 1938 en Cold Spring Harbor, Astbury señaló que la separación de 0,34 nanómetros era el mismo que de la de los aminoácidos en las cadenas de polipéptidos. (El valor actualmente aceptado para la separación de las bases en B-forma de ADN es 0,332 nm). 
Astbury fue incapaz de proponer la estructura correcta de ADN, a partir de sus datos rudimentarios. Sin embargo, en 1952 Linus Pauling utiliza datos suficientes de Astbury para proponer una estructura del ADN, que también resultó ser incorrecta. Astbury inspira la obra de Maurice Wilkins y Rosalind Franklin, más tarde la estructura del ADN fue identificada por Francis Crick y James D. Watson en 1953.

## Algunas publicaciones
- Con H.J. Woods. The Molecular Weights of Proteins. Nature 127: 663–665. 1931

- Con A. Street. X-ray studies of the structures of hair, wool and related fibres. I. General. Trans. R. Soc. Lond. A230, 1931, p. 75–101.

- Some Problems in the X-ray Analysis of the Structure of Animal Hairs and Other Protein Fibers. Trans. Faraday Soc. 29: 193–211. 1933

- Con H.J. Woods. X-ray studies of the structures of hair, wool and related fibres. II. The molecular structure and elastic properties of hair keratin. Trans. R. Soc. Lond. A232, 1934, p. 333–394.

- Con W.A. Sisson. X-ray studies of the structures of hair, wool and related fibres. III. The configuration of the keratin molecule and its orientation in the biological cell. Proc. R. Soc. Lond. A150, 1935, p. 533–551.

## Literatura
- K. Bailey. William Thomas Astbury (1898-1961): A Personal Tribute. Adv. Protein Chem. 17: x-xiv. 1961

- J. D. Bernal. William Thomas Astbury. 1898–1961. Biographical Memoirs of Fellows of the Royal Soc. 9: 1–35, 1963 doi:10.1098/rsbm.1963.0001.

- M. Huggins. The structure of fibrous proteins. Chem. Rev. 32: 195–218. 1943

- H. Neurath. Intramolecular folding of polypeptide chains in relation to protein structure. J. Phys. Chem.  44: 296–305. 1940

- Robert Olby. Astbury, William Thomas. Dictionary of Scientific Biography. Charles Scribner's Sons, New York 1970, ISBN 0-684-10114-9, p. 319–320.

- H.S. Taylor Large molecules through atomic spectacles. Proc. Am. Philos. Soc. 85: 1–12. 1942